# Saken Bibossinov
Saken Bibossinov (3 de julho de 1997) é um boxeador cazaque, medalhista olímpico.

## Carreira
Bibossinov conquistou a medalha de bronze nos Jogos Olímpicos de Verão de 2020 em Tóquio, após confronto na semifinal contra o britânico Galal Yafai na categoria peso mosca. Ele também ganhou uma medalha no Campeonato Mundial de Boxe da AIBA 2019.